# هارولد ديفيس (مصور)
هارولد ديفيس (بالإنجليزية: Harold Davis)‏ هو مصور أمريكي، ولد في 1953 في برينستون في الولايات المتحدة.

## وصلات خارجية
- الموقع الرسمي